# Miguel López Francés
Miguel López Francés (Bahía Blanca, 9 de noviembre de 1914 - La Plata, 18 de junio de 1965) fue un abogado y político argentino que se destacó por ser uno de los impulsores de lo que sería la Universidad Nacional del Sur. Fue además diputado de la Provincia de Buenos Aires y Ministro de Hacienda del gobierno peronista de Domingo Mercante, entre 1946 y 1952.

## Biografía
Miguel Lopéz Francés nació el 9 de noviembre de 1914 en Bahía Blanca, hijo de María del Rosario Francés Cabas y Miguel López López, españoles nacidos en Pruna a finales del siglo XIX. Al finalizar el colegio secundario en 1936 comenzó a trabajar en un estudio jurídico y dos años más tarde se trasladó a la localidad de La Plata, dónde comenzó la carrera de abogacía en la Universidad Nacional de La Plata (UNLP). Allí también obtuvo el título de doctor en Jurisprudencia y Ciencias Sociales. En su etapa como estudiante formó parte del Centro de Estudiantes de Derecho y comenzó a militar en la agrupación radical nacionalista FORJA.
En 1942 formó parte de la comisión que estudió la factibilidad de crear una facultad dependiente de la UNLP en Bahía Blanca. Sin embargo, tras la intervención de la universidad tras el golpe militar de 1943 el proyecto quedó trunco.
En 1943 asumió como director general de Cultura de la Provincia de Buenos Aires. En 1946 fue elegido diputado provincial por el Partido Laborista, una de las fuerzas que impulsaron la candidatura de Juan Perón, y desde septiembre de 1946 condujo la cartera de Hacienda de la Provincia de Buenos Aires.
Tras asumir como diputado, en mayo de 1946 presentó el proyecto que había comenzado a elaborar años antes, al formar la comisión de la UNLP. El proyecto fue apoyado unánimemente por los legisladores de todas las bancadas. El 9 de octubre de 1946 se promulgó la Ley Provincial Nº 5051, por la cual se creaba con sede en Bahía Blanca el Instituto Tecnológico del Sur.
En febrero de 1947, el presidente Juan Perón envió al Congreso de la Nación un proyecto de ley cuyo fin era aprobar un convenio entre el estado nacional y provincial, lo que recibió el aval legislativo y se dispuso la implementación del Instituto Tecnológico del Sur y determinó los fondos necesarios para su funcionamiento.
Seguidamente, se designó a López Francés como rector interino. Sin embargo, debido a que residía de manera casi permanente en la ciudad de La Plata por su actividad como ministro, la conducción efectiva de la Institución quedó en manos del vicerrector Santiago Bergé Vila.
Luego de la renovación de las autoridades bonaerenses en 1952, López Francés fue objeto de una persecución política por parte del nuevo gobierno provincial liderado por Carlos Vicente Aloé  que culminó con su procesamiento, acusado de malversación de fondos, y detención. Fue sentenciado a tres años de prisión aunque no cumplió la totalidad de su condena dado que fue declarado libre de culpa y liberado a principios de 1955. Luego, se exilió en Brasil, Uruguay y Perú.
Finalmente, tras regresar al país en 1958 se mantuvo alejado de la actividad política y el 18 de junio de 1965 falleció en La Plata a la edad de 50 años.

## Obra académica

### Libros[6]
- La provincia de Buenos Aires en la primera conferencia de ministros de hacienda. Buenos Aires: Provincia de Buenos Aires, 1947.
- Dinámica económica: el patrón oro. Buenos Aires: Hechos e Ideas, 1951.

### Artículos[7]
- La competencia imperfecta y el intervencionismo del Estado. Técnica y Economía, 1949.
- Los problemas relativos al ciclo. Técnica y Economía, 1950.
- La política financiera y el ciclo económico. Técnica y Economía, 1951.

## Homenajes
La Universidad Nacional del Sur (UNS), creada en base al Instituto del cual López Francés fuera impulsor, fue renombrada entre 1973 y 1976 «Universidad Doctor Miguel López Francés». También una calle cercana a la universidad presenta su nombre en homenaje, desde 1986. (38°42′03″S 62°16′01″O / -38.7007932, -62.2669047) Desde 1996, el aula magna del Rectorado de la UNS lleva su nombre.